# Allain Gaussin
Pour les articles homonymes, voir Gaussin.
Œuvres principales
- Irisation-Rituel
- Mosaïque céleste concerto de chambre
- Camaïeux pour ensemble électronique
- Années-Lumière pour grand orchestre

Allain Gaussin est un compositeur français né le 6 novembre 1943 à Saint-Sever-Calvados.

## Biographie
Après avoir interrompu un cursus de mathématiques-physique-chimie pour se consacrer à la musique, sa formation professionnelle débute au Conservatoire national supérieur de musique de Paris en 1969. Lauréat de plusieurs Premiers prix dans les classes d'écritures et d'analyse, Allain Gaussin obtient également un prix de composition dans la classe d'Olivier Messiaen (lequel préface son recueil de poésies). Messiaen lui fait découvrir Xenakis, Berio, Ligeti et Kagel, des compositeurs qui deviendront de véritables références. Puis il étudie l'informatique musicale à l'IRCAM. Parallèlement il étudie le piano avec Hélène Boschi et la direction de chœur et d’orchestre par l'intermédiaire de Louis Fourestier, tout en se formant également à la musique électroacoustique avec Pierre Schaeffer.
De 1977 à 1979, il réside, en qualité de pensionnaire de l'Académie de France à Rome, puis il est invité par le DAAD à Berlin (1984-1985) et à Kyoto (1994-1995), en tant que pensionnaire à la Villa Kujoyama. Depuis, Allain Gaussin poursuit une carrière internationale de compositeur avec concerts, conférences et séminaires de composition.
Actuellement professeur de composition et d'orchestration au conservatoire de Sevran (classe préparatoire aux concours d'entrée au Conservatoire national supérieur de musique et de danse de Paris et au Conservatoire national supérieur de musique et de danse de Lyon), il enseigne aussi la composition au Conservatoire américain de Fontainebleau, et l'orchestration (3e cycle) à l'Université de Musique d'Osaka (Japon).
Plusieurs prix jalonnent son parcours, en particulier le Grand prix du disque de l'Académie Charles-Cros en 1995 pour Irisation-Rituel, Camaïeux et Arcane (disque Salabert/Harmonia-mundi) et le Prix international de composition ICONS (Italie, 1998) pour Mosaïque Céleste.

Ivanka Stoianova parle ainsi de sa musique : 
« [...] si on parcourt le cheminement de Gaussin à travers ses œuvres, on est fortement attiré par la force vitale de sa musique, par l'énergie subjugante du mouvement des sons se déployant en extension dans un espace-temps à trois dimensions qui ne tolère plus la distinction des paramètres et les quadrillages formels issus de la tradition sérielle. L'impact de cette musique semble inévitable : elle agit directement sur le corps, sur la sensibilité en attente ; elle impose un « passage obligé » explorant « l'espace intime du corps » relié par ses multiples facettes à « l'espace infini de l'univers » ».

## Œuvres principales

### Solo
- La Chevelure de Bérénice : pour hautbois ou flûte ou clarinette (1991, publié chez Salabert)
- Les Voix de la mémoire : pour voix seule (créé en 1985, publié en 2007 chez Salabert)
- Ariane (1987) pour violoncelle et sons électroniques (2 pistes) (Heugel)
- Arcane (nouvelle édition 1988) pour piano (Ricordi, Paris)
- Satori (1998) pour clarinette (Leduc)
- Jardin Zen : pour clarinette en si bémol et sons électroniques (créé en 1999, publié en 2005 chez Leduc)
- Tokyo-City : pour piano (créé en 2008, publié en 2015 chez Leduc)
- Mosaïque céleste (1997) concerto de chambre pour 11 instruments (Leduc)
- L'Harmonie des sphères (2006) pour flûte, clarinette, violon, violoncelle, piano et percussion (inédit)

### Musique de chambre
- Colosseo (1978) pour 6 percussionnistes (Salabert)
- Eau-Forte (1982) pour flûte, clarinette, violon, violoncelle et piano (Leduc)
- Camaïeux (1983) pour ensemble électronique (3 claviers de synthétiseur, guitare électrique) percussion et sons électroniques sur CD (Salabert)
- Chakra (1984) pour quatuor à cordes (Salabert)
- Ogive (1977) pour 12 cordes et clavecin (Ricordi, Paris)
- Ogive (1977) version 12 cordes (Ricordi, Paris)
- Ogive (1977) version flûte et clavecin (Ricordi, Paris)
- Ogive (1987) version flûte et piano (Ricordi, Paris)
- Ogive (1992) version violon et piano (Ricordi, Paris)
- Mosaïque céleste (1997) concerto de chambre pour 11 instruments (Leduc)
- L'Harmonie des sphères (2006) pour flûte, clarinette, violon, violoncelle, piano et percussion (inédit)

### Orchestre
- Éclipse (1979) pour 2 pianos et 16 instruments (Ricordi, Paris)
- Irisation-Rituel (1980) pour soprano, flûte, et orchestre (Salabert)
- Années-Lumière (1992-1993) pour grand orchestre (Salabert)

## Poésie
- Transes et lumière (1976) - préface d'Olivier Messiaen (inédit)
- L'Attente... L'absolu (2004) Collection Hasta siempre (éditions d'écarts)

## Discographie
- Eclipse, Ogive (version flûte et clavecin), Eau-Forte (collection MFA, disques Arpège-Calliope 1983)
- Chakra par le Quatuor Arditti (collection MFA, disques Montaigne / Auvidis 1991)
- Irisation-Rituel, Camaïeux, Arcane (disques Salabert / Harmonia Mundi 1995)
- Ogive (version flûte et piano) par l'ensemble Triton II (disques REM 1996)
- Ogive (version flûte et clavecin) par l'ensemble Triton II (collection MFA pour le 20e anniversaire du CDMC 1997)